# Wereldkampioenschap Twenty20 2012
Het Wereldkampioenschap Twenty20 2012 is het wereldkampioenschap cricket in de vorm Twenty20, dat in Sri Lanka werd gehouden van 18 september tot 7 oktober 2012. Aan het toernooi deden bij de mannen 12 landen mee. De tien testcricketlanden waren direct geplaatst en twee landen konden zich via kwalificatiewedstrijden plaatsen. West-Indië werd wereldkampioen.

## Kwalificatie
In tegenstelling tot de vorige editie mochten alle landen aan het kwalificatietoernooi mee doen. De afsluitende kwalificatieronde met zestien landen om twee plaatsen streden, had plaats begin 2012 in Dubai. Ierland en Afghanistan plaatsten zich voor de eindronde. 

## Speelsteden
In drie steden werd gespeeld.
| Kandy                      | Colombo              | Hambantota                |
| -------------------------- | -------------------- | ------------------------- |
| Pallekele Cricket Stadium  | R. Premadasa Stadium | Mahinda Rajapaksa Stadium |
|                            |                      |                           |
| Capaciteit: 35.000         | Capaciteit: 35.000   | Capaciteit: 35.000        |
| · Kandy Colombo Hambantota |                      |                           |

## Groepen
De groepen werden bekendgemaakt op 21 september 2011.
| Groep A     | Groep B    | Groep C     | Groep D       |
| ----------- | ---------- | ----------- | ------------- |
| Engeland    | Australië  | Sri Lanka   | Pakistan      |
| India       | West-Indië | Zuid-Afrika | Nieuw-Zeeland |
| Afghanistan | Ierland    | Zimbabwe    | Bangladesh    |

## Wedstrijden
Alle tijden zijn in lokale tijd (UTC+5:30)

### Groepsfase
De nummers een en twee uit elke groep gaan door naar de tweede ronde.
Groep A
| Team        | Pld | W | L | NR | NRR    | Ptn |
| ----------- | --- | - | - | -- | ------ | --- |
| India       | 2   | 2 | 0 | 0  | +2.825 | 4   |
| Engeland    | 2   | 1 | 1 | 0  | +0.650 | 2   |
| Afghanistan | 2   | 0 | 2 | 0  | −3.475 | 0   |

| 19 september 19:30 Scorecard | India 159/5 (20 overs)                            | v | Afghanistan 136 (19.3 overs)                               | India wint met 23 runs R. Premadasa Stadium, Colombo, Sri Lanka Umpires: Asad Rauf (Pak) en Simon Taufel (Aus) |
| 19 september 19:30 Scorecard | Virat Kohli 50 (39) Shapoor Zadran 3/33 (4 overs) |   | Mohammad Nabi 31 (23) Lakshmipathy Balaji 3/19 (3.3 overs) | India wint met 23 runs R. Premadasa Stadium, Colombo, Sri Lanka Umpires: Asad Rauf (Pak) en Simon Taufel (Aus) |
|                              |                                                   |   |                                                            | |

| 21 september 19:30 Scorecard | Engeland 196/5 (20 overs)                               | v | Afghanistan 80 (17.2 overs)                     | England wint met 116 runs R. Premadasa Stadium, Colombo, Sri Lanka Umpires: Kumar Dharmasena (SL) en Simon Taufel (Aus) |
| 21 september 19:30 Scorecard | Luke Wright 99* (55) Izatullah Dawlatzai 2/56 (3 overs) |   | Gulbadin Naib 44 (32) Samit Patel 2/6 (3 overs) | England wint met 116 runs R. Premadasa Stadium, Colombo, Sri Lanka Umpires: Kumar Dharmasena (SL) en Simon Taufel (Aus) |
|                              |                                                         |   |                                                 | |

| 23 september 19:30 Scorecard | India 170/4 (20 overs)                           | v | Engeland 80 (14.4 overs)                                | India wint met 90 runs R. Premadasa Stadium, Colombo, Sri Lanka Umpires: Aleem Dar (Pak) en Asad Rauf (Pak) |
| 23 september 19:30 Scorecard | Rohit Sharma 55* (33) Steven Finn 2/33 (4 overs) |   | Craig Kieswetter 35 (25) Harbhajan Singh 4/12 (4 overs) | India wint met 90 runs R. Premadasa Stadium, Colombo, Sri Lanka Umpires: Aleem Dar (Pak) en Asad Rauf (Pak) |
|                              |                                                  |   |                                                         | |

Groep B
| Team       | Pld | W | L | NR | NRR    | Ptn |
| ---------- | --- | - | - | -- | ------ | --- |
| Australië  | 2   | 2 | 0 | 0  | +2.184 | 4   |
| West-Indië | 2   | 0 | 1 | 1  | −1.855 | 1   |
| Ierland    | 2   | 0 | 1 | 1  | −2.092 | 1   |

| 19 september 15:30 Scorecard | Ierland 123/7 (20 overs)                          | v | Australië 125/3 (15.1 overs)                      | Australië wint met 7 wickets R. Premadasa Stadium, Colombo, Sri Lanka Umpires: Aleem Dar (Pak) en Kumar Dharmasena (SL) |
| 19 september 15:30 Scorecard | Kevin O'Brien 35 (29) Shane Watson 3/26 (4 overs) |   | Shane Watson 51 (30) Kevin O'Brien 1/18 (3 overs) | Australië wint met 7 wickets R. Premadasa Stadium, Colombo, Sri Lanka Umpires: Aleem Dar (Pak) en Kumar Dharmasena (SL) |
|                              |                                                   |   |                                                   | |

| 22 september 19:30 Scorecard | West-Indië 191/8 (20 overs)                       | v | Australië 100/1 (9.1 overs)                        | Australië wint met 17 runs (D/L) R. Premadasa Stadium, Colombo, Sri Lanka Umpires: Aleem Dar (Pak) en Asad Rauf (Pak) |
| 22 september 19:30 Scorecard | Chris Gayle 54 (33) Mitchell Starc 3/35 (4 overs) |   | Shane Watson 41* (24) Fidel Edwards 1/16 (2 overs) | Australië wint met 17 runs (D/L) R. Premadasa Stadium, Colombo, Sri Lanka Umpires: Aleem Dar (Pak) en Asad Rauf (Pak) |
|                              |                                                   |   |                                                    | |

| 24 september 19:30 Scorecard | Ierland 129/6 (19 overs)                         | v | West-Indië | No result R. Premadasa Stadium, Colombo, Sri Lanka Umpires: Asad Rauf (Pak) en Kumar Dharmasena (SL) |
| 24 september 19:30 Scorecard | Niall O'Brien 25 (21) Chris Gayle 2/21 (3 overs) |   |            | No result R. Premadasa Stadium, Colombo, Sri Lanka Umpires: Asad Rauf (Pak) en Kumar Dharmasena (SL) |
|                              |                                                  |   |            | |

Groep C
| Team        | Pld | W | L | NR | NRR    | Ptn |
| ----------- | --- | - | - | -- | ------ | --- |
| Zuid-Afrika | 2   | 2 | 0 | 0  | +3.597 | 4   |
| Sri Lanka   | 2   | 1 | 1 | 0  | +1.852 | 2   |
| Zimbabwe    | 2   | 0 | 2 | 0  | −3.624 | 0   |

| 18 september 19:30 Scorecard | Sri Lanka 182/4 (20 overs)                            | v | Zimbabwe 100 (17.3 overs)                               | Sri Lanka wint met 82 runs Mahinda Rajapaksa International Stadium, Hambantota, Sri Lanka Umpires: Ian Gould (Eng) en Rod Tucker (Aus) |
| 18 september 19:30 Scorecard | Kumar Sangakkara 44 (26) Graeme Cremer 1/27 (4 overs) |   | Hamilton Masakadza 20 (23) Ajantha Mendis 6/8 (4 overs) | Sri Lanka wint met 82 runs Mahinda Rajapaksa International Stadium, Hambantota, Sri Lanka Umpires: Ian Gould (Eng) en Rod Tucker (Aus) |
|                              |                                                       |   |                                                         | |

| 20 september 19:30 Scorecard | Zimbabwe 93/8 (20 overs)                           | v | Zuid-Afrika 94/0 (12.4 overs) | Zuid-Afrika wint met 10 wickets Mahinda Rajapaksa International Stadium, Hambantota, Sri Lanka Umpires: Steve Davis (Aus) en Richard Kettleborough (Eng) |
| 20 september 19:30 Scorecard | Craig Ervine 37 (40) Jacques Kallis 4/15 (4 overs) |   | Richard Levi 50* (43)         | Zuid-Afrika wint met 10 wickets Mahinda Rajapaksa International Stadium, Hambantota, Sri Lanka Umpires: Steve Davis (Aus) en Richard Kettleborough (Eng) |
|                              |                                                    |   |                               | |

| 22 september 15:30 Scorecard | Zuid-Afrika 78/4 (7 overs)                           | v | Sri Lanka 46/5 (7 overs)                           | Zuid-Afrika wint met 32 runs Mahinda Rajapaksa International Stadium, Hambantota, Sri Lanka Umpires: Richard Kettleborough (Eng) en Rod Tucker (Aus) |
| 22 september 15:30 Scorecard | AB de Villiers 30 (13) Nuwan Kulasekara 1/9 (1 over) |   | Kumar Sangakkara 13 (11) Dale Steyn 2/10 (2 overs) | Zuid-Afrika wint met 32 runs Mahinda Rajapaksa International Stadium, Hambantota, Sri Lanka Umpires: Richard Kettleborough (Eng) en Rod Tucker (Aus) |
|                              |                                                      |   |                                                    | |

Groep D
| Team          | Pld | W | L | NR | NRR    | Ptn |
| ------------- | --- | - | - | -- | ------ | --- |
| Pakistan      | 2   | 2 | 0 | 0  | +0.706 | 4   |
| Nieuw-Zeeland | 2   | 1 | 1 | 0  | +1.150 | 2   |
| Bangladesh    | 2   | 0 | 2 | 0  | −1.868 | 0   |

| 21 september 15:30 Scorecard | Nieuw-Zeeland 191/3 (20.0 overs)                      | v | Bangladesh 132/8 (20.0 overs)                    | Nieuw-Zeeland wint met 59 runs Pallekele International Cricket Stadium, Kandy, Sri Lanka Umpires: Marais Erasmus (SA) en Nigel Llong (Eng) |
| 21 september 15:30 Scorecard | Brendon McCullum 123 (58) Abdur Razzaq 2/28 (4 overs) |   | Nasir Hossain 50 (39) Tim Southee 3/16 (4 overs) | Nieuw-Zeeland wint met 59 runs Pallekele International Cricket Stadium, Kandy, Sri Lanka Umpires: Marais Erasmus (SA) en Nigel Llong (Eng) |
|                              |                                                       |   |                                                  | |

| 23 september 15:30 Scorecard | Pakistan 177/6 (20 overs)                        | v | Nieuw-Zeeland 164/9 (20 overs)               | Pakistan wint met 13 runs Pallekele International Cricket Stadium, Kandy, Sri Lanka Umpires: Marais Erasmus (SA) en Bruce Oxenford (Aus) |
| 23 september 15:30 Scorecard | Nasir Jamshed 56 (35) Tim Southee 2/31 (4 overs) |   | Rob Nicol 33 (28) Saeed Ajmal 4/30 (4 overs) | Pakistan wint met 13 runs Pallekele International Cricket Stadium, Kandy, Sri Lanka Umpires: Marais Erasmus (SA) en Bruce Oxenford (Aus) |
|                              |                                                  |   |                                              | |

| 25 september 19:30 Scorecard | Bangladesh 175/6 (20 overs)                         | v | Pakistan 178/2 (18.4 overs)                   | Pakistan wint met 8 wickets Pallekele International Cricket Stadium, Kandy, Sri Lanka Umpires: Steve Davis (Aus) en Ian Gould (Eng) |
| 25 september 19:30 Scorecard | Shakib Al Hasan 84 (54) Yasir Arafat 3/25 (3 overs) |   | Imran Nazir 72 (36) Abul Hasan 2/33 (3 overs) | Pakistan wint met 8 wickets Pallekele International Cricket Stadium, Kandy, Sri Lanka Umpires: Steve Davis (Aus) en Ian Gould (Eng) |
|                              |                                                     |   |                                               | |

### Super 8
De acht landen worden in twee groepen gedeeld. De nummers een en twee gaan naar de halve finales.
Groep 1
| Team          | Pld | W | L | NR | NRR    | Ptn |
| ------------- | --- | - | - | -- | ------ | --- |
| Sri Lanka     | 3   | 3 | 0 | 0  | +0.998 | 6   |
| West-Indië    | 3   | 2 | 1 | 0  | −0.375 | 4   |
| Engeland      | 3   | 1 | 2 | 0  | −0.397 | 2   |
| Nieuw-Zeeland | 3   | 0 | 3 | 0  | −0.169 | 0   |

| 27 september 15:30 Scorecard | Nieuw-Zeeland 174/7 (20 overs)                   | v | Sri Lanka 174/6 (20 overs)                                 | Gelijk; Sri Lanka won de Super Over Pallekele International Cricket Stadium, Kandy, Sri Lanka Umpires: Aleem Dar (Pak) en Simon Taufel (Aus) |
| 27 september 15:30 Scorecard | Rob Nicol 58 (30) Akila Dananjaya 2/32 (4 overs) |   | Tillakaratne Dilshan 76 (53) James Franklin 2/34 (4 overs) | Gelijk; Sri Lanka won de Super Over Pallekele International Cricket Stadium, Kandy, Sri Lanka Umpires: Aleem Dar (Pak) en Simon Taufel (Aus) |
|                              |                                                  |   |                                                            | |

| 27 september 19:30 Scorecard | West-Indië 179/5 (20 overs)                         | v | Engeland 164/4 (20 overs)                        | West Indies wint met 15 runs Pallekele International Cricket Stadium, Kandy, Sri Lanka Umpires: Asad Rauf (Pak) en Steve Davis (Aus) |
| 27 september 19:30 Scorecard | Johnson Charles 84 (56) Stuart Broad 2/26 (4 overs) |   | Eoin Morgan 71* (36) Ravi Rampaul 2/37 (4 overs) | West Indies wint met 15 runs Pallekele International Cricket Stadium, Kandy, Sri Lanka Umpires: Asad Rauf (Pak) en Steve Davis (Aus) |
|                              |                                                     |   |                                                  | |

| 29 september 15:30 Scorecard | Nieuw-Zeeland 148/6 (20 overs)                    | v | Engeland 149/4 (18.5 overs)                       | England wint met 6 wickets Pallekele International Cricket Stadium, Kandy, Sri Lanka Umpires: Asad Rauf (Pak) en Simon Taufel (Aus) |
| 29 september 15:30 Scorecard | James Franklin 50 (33) Steven Finn 3/16 (4 overs) |   | Luke Wright 76 (43) Daniel Vettori 1/20 (4 overs) | England wint met 6 wickets Pallekele International Cricket Stadium, Kandy, Sri Lanka Umpires: Asad Rauf (Pak) en Simon Taufel (Aus) |
|                              |                                                   |   |                                                   | |

| 29 september 19:30 Scorecard | West-Indië 129/5 (20 overs)                              | v | Sri Lanka 130/1 (15.2 overs)                            | Sri Lanka wint met 9 wickets Pallekele International Cricket Stadium, Kandy, Sri Lanka Umpires: Aleem Dar (Pak) en Steve Davis (Aus) |
| 29 september 19:30 Scorecard | Marlon Samuels 50 (35) Nuwan Kulasekara 2/12 (4.0 overs) |   | Mahela Jayawardene 65* (49) Ravi Rampaul 1/39 (4 overs) | Sri Lanka wint met 9 wickets Pallekele International Cricket Stadium, Kandy, Sri Lanka Umpires: Aleem Dar (Pak) en Steve Davis (Aus) |
|                              |                                                          |   |                                                         | |

| 1 oktober 15:30 Scorecard | West-Indië 139 (19.3 overs)                    | v | Nieuw-Zeeland 139/7 (20 overs)                   | Gelijk; West Indies won de Super Over Pallekele International Cricket Stadium, Kandy, Sri Lanka Umpires: Aleem Dar (Pak) en Asad Rauf (Pak) |
| 1 oktober 15:30 Scorecard | Chris Gayle 30 (14) Tim Southee 3/21 (4 overs) |   | Ross Taylor 62* (40) Sunil Narine 3/20 (4 overs) | Gelijk; West Indies won de Super Over Pallekele International Cricket Stadium, Kandy, Sri Lanka Umpires: Aleem Dar (Pak) en Asad Rauf (Pak) |
|                           |                                                |   |                                                  | |

| 1 oktober 19:30 Scorecard | Sri Lanka 169/6 (20 overs)                             | v | Engeland 150/9 (20 overs)                         | Sri Lanka wint met 19 runs Pallekele International Cricket Stadium, Kandy, Sri Lanka Umpires: Steve Davis (Aus) en Simon Taufel (Aus) |
| 1 oktober 19:30 Scorecard | Mahela Jayawardene 42 (38) Stuart Broad 3/32 (4 overs) |   | Samit Patel 67 (48) Lasith Malinga 5/31 (4 overs) | Sri Lanka wint met 19 runs Pallekele International Cricket Stadium, Kandy, Sri Lanka Umpires: Steve Davis (Aus) en Simon Taufel (Aus) |
|                           |                                                        |   |                                                   | |

Groep 2
| Team        | Pld | W | L | NR | NRR    | Ptn |
| ----------- | --- | - | - | -- | ------ | --- |
| Australië   | 3   | 2 | 1 | 0  | +0.464 | 4   |
| Pakistan    | 3   | 2 | 1 | 0  | +0.272 | 4   |
| India       | 3   | 2 | 1 | 0  | −0.274 | 4   |
| Zuid-Afrika | 3   | 0 | 3 | 0  | −0.421 | 0   |

| 28 september 15:30 Scorecard | Zuid-Afrika 133/6 (20 overs)                     | v | Pakistan 136/8 (19.4 overs)                   | Pakistan wint met 2 wickets R. Premadasa Stadium, Colombo, Sri Lanka Umpires: Ian Gould (Eng) en Rod Tucker (Aus) |
| 28 september 15:30 Scorecard | JP Duminy 48 (38) Mohammad Hafeez 2/23 (4 overs) |   | Umar Akmal 43* (41) Dale Steyn 3/22 (4 overs) | Pakistan wint met 2 wickets R. Premadasa Stadium, Colombo, Sri Lanka Umpires: Ian Gould (Eng) en Rod Tucker (Aus) |
|                              |                                                  |   |                                               | |

| 28 september 19:30 Scorecard | India 140/7 (20 overs)                           | v | Australië 141/1 (14.5 overs)                     | Australië wint met 9 wickets R. Premadasa Stadium, Colombo, Sri Lanka Umpires: Kumar Dharmasena (Sri) en Richard Kettleborough (Eng) |
| 28 september 19:30 Scorecard | Irfan Pathan 31 (30) Shane Watson 3/34 (4 overs) |   | Shane Watson 72 (42) Yuvraj Singh 1/16 (2 overs) | Australië wint met 9 wickets R. Premadasa Stadium, Colombo, Sri Lanka Umpires: Kumar Dharmasena (Sri) en Richard Kettleborough (Eng) |
|                              |                                                  |   |                                                  | |

| 30 september 15:30 Scorecard | Zuid-Afrika 146/5 (20 overs)                          | v | Australië 147/2 (17.4 overs)                     | Australië wint met 8 wickets R. Premadasa Stadium, Colombo, Sri Lanka Umpires: Kumar Dharmasena (Sri Lanka) en Ian Gould (Eng) |
| 30 september 15:30 Scorecard | Robin Peterson 32* (19) Xavier Doherty 3/20 (4 overs) |   | Shane Watson 70 (47) Morne Morkel 1/23 (3 overs) | Australië wint met 8 wickets R. Premadasa Stadium, Colombo, Sri Lanka Umpires: Kumar Dharmasena (Sri Lanka) en Ian Gould (Eng) |
|                              |                                                       |   |                                                  | |

| 30 september 19:30 Scorecard | Pakistan 128 (19.4 overs)                                 | v | India 129/2 (17 overs)                         | India wint met 8 wickets R. Premadasa Stadium, Colombo, Sri Lanka Umpires: Richard Kettleborough (Eng) en Rod Tucker (Aus) |
| 30 september 19:30 Scorecard | Shoaib Malik 28 (22) Lakshmipathy Balaji 3/22 (3.4 overs) |   | Virat Kohli 78* (61) Raza Hasan 1/22 (4 overs) | India wint met 8 wickets R. Premadasa Stadium, Colombo, Sri Lanka Umpires: Richard Kettleborough (Eng) en Rod Tucker (Aus) |
|                              |                                                           |   |                                                | |

| 2 oktober 15:30 Scorecard | Pakistan 149/6 (20 overs)                           | v | Australië 117/7 (20 overs)                         | Pakistan wint met 32 runs R. Premadasa Stadium, Colombo, Sri Lanka Umpires: Ian Gould (Eng) en Richard Kettleborough (Eng) |
| 2 oktober 15:30 Scorecard | Nasir Jamshed 55 (46) Mitchell Starc 3/20 (4 overs) |   | Michael Hussey 54* (47) Saeed Ajmal 3/17 (4 overs) | Pakistan wint met 32 runs R. Premadasa Stadium, Colombo, Sri Lanka Umpires: Ian Gould (Eng) en Richard Kettleborough (Eng) |
|                           |                                                     |   |                                                    | |

| 2 oktober 19:30 Scorecard | India 152/6 (20 overs)                             | v | Zuid-Afrika 151 (19.5 overs)                           | India wint met 1 run R. Premadasa Stadium, Colombo, Sri Lanka Umpires: Kumar Dharmasena (Sri) en Rod Tucker (Aus) |
| 2 oktober 19:30 Scorecard | Suresh Raina 45 (34) Robin Peterson 2/25 (4 overs) |   | Francois du Plessis 65 (38) Zaheer Khan 3/22 (4 overs) | India wint met 1 run R. Premadasa Stadium, Colombo, Sri Lanka Umpires: Kumar Dharmasena (Sri) en Rod Tucker (Aus) |
|                           |                                                    |   |                                                        | |

### Halve finale
| 4 oktober 19:00 Scorecard | Sri Lanka 139/4 (20 overs)                                | v | Pakistan 123/7 (20 overs)                             | Sri Lanka wint met 16 runs R. Premadasa Stadium, Colombo, Sri Lanka Umpires: Simon Taufel (Aus) en Rod Tucker (Aus) |
| 4 oktober 19:00 Scorecard | Mahela Jayawardene 42 (36) Mohammad Hafeez 3/12 (2 overs) |   | Mohammad Hafeez 51 (40) Rangana Herath 3/25 (4 overs) | Sri Lanka wint met 16 runs R. Premadasa Stadium, Colombo, Sri Lanka Umpires: Simon Taufel (Aus) en Rod Tucker (Aus) |
|                           |                                                           |   |                                                       | |

| 5 oktober 19:00 Scorecard | West-Indië 205/4 (20 overs)                     | v | Australië 131 (16.4 overs)                          | West Indies wint met 74 runs R. Premadasa Stadium, Colombo.Sri Lanka Umpires: Aleem Dar (Pak) en Kumar Dharmasena (Sri) |
| 5 oktober 19:00 Scorecard | Chris Gayle 75* (41) Pat Cummins 2/36 (4 overs) |   | George Bailey 63 (29) Ravi Rampaul 3/16 (3.4 overs) | West Indies wint met 74 runs R. Premadasa Stadium, Colombo.Sri Lanka Umpires: Aleem Dar (Pak) en Kumar Dharmasena (Sri) |
|                           |                                                 |   |                                                     | |

### Finale
| 7 oktober 19:00 Scorecard | West-Indië 137/6 (20 overs)                          | v | Sri Lanka 101 (18.4 overs)                              | West Indies wint met 36 runs R. Premadasa Stadium, Colombo, Sri Lanka Umpires: Aleem Dar (Pak) en Simon Taufel (Aus) |
| 7 oktober 19:00 Scorecard | Marlon Samuels 78 (55) Ajantha Mendis 4/12 (4 overs) |   | Mahela Jayawardene 33 (36) Sunil Narine 3/9 (3.4 overs) | West Indies wint met 36 runs R. Premadasa Stadium, Colombo, Sri Lanka Umpires: Aleem Dar (Pak) en Simon Taufel (Aus) |
|                           |                                                      |   |                                                         | |

Regulier wereldkampioenschap (One Day International)
Wereldkampioenschap Twenty20

Wereldkampioenschap testcricket